# Borderlands: The Pre-Sequel!
Borderlands: The Pre-sequel! is een scifi first-person shooter met ARPG-elementen die is ontwikkeld door Gearbox Software en uitgegeven door 2K Australia. Het is het derde deel in de Borderlands gameserie maar in chronologische volgorde speelt dit verhaal zich af tussen Borderlands 1 en Borderlands 2. Het spel is qua speelstijl en uiterlijk grotendeels gelijk aan de vorige twee delen in de serie. 
De game is als remaster uitgebracht op de Playstation 4, Xbox One en Nintendo Switch.

## Verhaal
Het spel begint met de hoofdpersonen van Borderlands 2 die een gevangene ondervragen, Athena. Ze willen weten waarom ze heeft samengewerkt met Handsome Jack, de antagonist van Borderlands 2. Athena begint te vertellen hoe zij Handsome Jack leerde kennen en vanaf dat punt neemt de speler de besturing over. In feite speelt men door de herinneringen van Athena. Het verhaal legt uit hoe Jack van een simpele medewerker op een maanbasis de baas werd van de Hyperion Corporation. 

## Stijl
Het spel heeft grote overeenkomsten met Borderlands 2. Zowel grafisch als in de besturing is er weinig veranderd, wat voor enige kritiek heeft gezorgd bij gamers en journalisten. Zij hadden het gevoel dat Borderlands: The Pre-Sequel! niet veel meer was dan een uitbreidingspakket op Borderlands 2. Nieuw in dit derde deel is dat er geen atmosfeer is wanneer men zich buiten begeeft. Dit houdt in dat er flessen met zuurstof verzameld moeten worden om niet te stikken. Tevens is de zwaartekracht lager waardoor hogere sprongen mogelijk zijn.  
Net als in de vorige 2 delen in de serie zitten er vele parodieën en verwijzingen naar echte gebeurtenissen in dit derde deel. Omdat dit deel werd gemaakt door 2K Australia (de Australische subdivisie van 2K Games) heeft de kenmerkende Borderlands-humor een Australisch tintje gekregen. Zo zijn er opvallend veel personages met een Australisch accent en worden er regelmatig grappen gemaakt over bogans, de Australische versie van tokkies. 

## Trivia
- Gearbox Software beweert dat Borderlands: The Pre-Sequel! het wereldrecord heeft voor meeste wapens in een computerspel. Hoeveel er precies zijn is niet bekend maar de verschillende componenten van ieder wapen (loop, telescoopvizier enz.) kunnen gecombineerd worden met alle andere componenten waardoor een nagenoeg ontelbare hoeveelheid combinaties mogelijk is.